# Nagy harlekinbéka
A nagy harlekinbéka (Pseudis paradoxa) a kétéltűek (Amphibia) osztályának békák (Anura) rendjébe, ezen belül a levelibéka-félék (Hylidae) családjába tartozó faj.

## Előfordulása
Dél-Amerikában Suriname, Trinidad és Tobago és Brazília területén honos.

## Megjelenése
A kifejlett béka csak néhány centiméter hosszú, legfeljebb 7,5 centiméter, de a hatalmas ebihal a maga 25 centiméteres hosszával majdnem négyszer akkora, mint szülei. A béka bőre nagyon síkos, így az állat könnyen kicsúszhat ellensége fogásából. Szeme nagy és kidülledt; gyakran csak ezt látni a vízben levő békából. Ujjai egyenesek. A nagy harlekinbékának szembefordítható hüvelykujja van, amellyel a hím párzáskor erősen meg tudja markolni a nőstényt. Lába nagy, úszóhártyával van ellátva. Minden lábujjon van egy járulékos csont az utolsó és utolsó előtti ujjperc között, amelynek révén megnő az úszóhártyás „békauszony” felülete, következésképpen az úszómozgások hatékonysága is.

## Életmódja
A peterakási időszakon kívül magányos él. A kifejlett állat tápláléka rovarok és kisebb rákok, míg az ebihal tápláléka növényi anyagokból áll.

## Szaporodása
A párzási időszak a trópusi esős évszak alatt van. A petéket hínáros tavacskákba rakják.

## Források

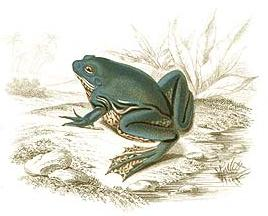
Rajz a békáról